# アンテルマルシェ・ワンティ
アンテルマルシェ・ワンティ (Intermarché-Wanty) は、ベルギー国籍の自転車競技・ロードレースチーム。

## 経歴
2009年、ウィレムス・ベランダスを発足。
2014年、ワンティ・グループ・ゴベールに名称変更。
2016年、アムステルゴールドレースにてエンリコ・ガスパロットが優勝。
バイクのデザインは水色の車体にハンドル周りはオレンジと、個性的な配色となっている。
2017年、ツール・ド・フランスにワイルドカード枠で招待される。
2018年、rh+がヘルメットのスポンサーとなる。
前年に続き、ツール・ド・フランスにワイルドカード枠で招待され、第1ステージにてヨアン・オフルドが敢闘賞を獲得。
バイクのデザインが紺に黄色の差し色となる。
2021年、後継スポンサーを見つけられなかったCCCチームからUCIワールドチームのライセンスを買い取り、UCIワールドチームへ昇格。ライセンスの関係からCCCチームの後継チームとする見方もできるが、代表者や運営主体から見ればサーカス（シルキュス）・ワンティ・ゴベールの後継チームとなる。

## 主な戦績

### 2016年
- アムステルゴールドレース　優勝　エンリコ・ガスパロット
- ダンケルク4日間レース　区間優勝　ケニー・デハース（第5ステージ）
- ツール・ド・ワロニー　区間優勝　ディミトリ・クラエス（第3ステージ）

### 2018年
- ツール・ド・ルクセンブルク　総合優勝　アンドレア・パスカロン（第2,3ステージ優勝）
- ツール・ド・ワロニー　区間優勝　オドクリスティアン・エイキング（第3ステージ）

### 2021年
- ジロ・デ・イタリア　区間優勝 タコ・ファンデルホールン（英語版）（第3ステージ）
- ブエルタ・ア・エスパーニャ　区間優勝 レイン・タラマエ（第3ステージ）
- ベネルクス・ツアー 区間優勝 タコ・ファンデルホールン（英語版）（第3ステージ）

### 2022年
- ヘント～ウェヴェルヘム　優勝 ビニヤム・ギルマイ
- ジロ・デ・イタリア　区間優勝 ビニヤム・ギルマイ（第10ステージ）

## 2022年陣容
2022年5月18日更新
| 選手名                           | 国籍             | 生年月日               | 前年所属チーム                         |
| -------------------------------- | ---------------- | ---------------------- | -------------------------------------- |
| ヤン・バーケランツ               | ベルギー         | 1986年2月14日（39歳）  |                                        |
| スヴェン・エリック・ビーストロム | ノルウェー       | 1992年1月21日（33歳）  | UAE チーム・エミレーツ                 |
| ディミトリ・クラエス             | ベルギー         | 1987年6月18日（37歳）  | チーム・クベカ・ネクストハッシュ       |
| アイメ・デヘント                 | ベルギー         | 1994年6月17日（30歳）  |                                        |
| ドリス・デポルテル               | ベルギー         | 2002年11月8日（22歳）  |                                        |
| テオ・ドラクロワ                 | フランス         | 1999年2月21日（26歳）  |                                        |
| トム・デヴリーント               | ベルギー         | 1991年10月29日（33歳） |                                        |
| ビニヤム・ギルマイ               | エリトリア       | 2000年4月2日（24歳）   | NIPPOデルコ・ワンプロヴァンス          |
| コービー・グーセンス             | ベルギー         | 1996年4月29日（28歳）  | ロット・ソウダル                       |
| クインテン・ヘルマンス           | ベルギー         | 1995年7月29日（29歳）  |                                        |
| ヤン・ヒルト                     | チェコ           | 1991年1月21日（34歳）  |                                        |
| ローレンス・ユイ                 | ベルギー         | 1998年9月24日（26歳）  | Bingoal Pauwels Sauces WB              |
| ジュリアス・ヨハンセン           | デンマーク       | 1999年9月13日（25歳）  | UNO-X・プロサイクリング                |
| アレクサンダー・クリストフ       | ノルウェー       | 1987年7月5日（37歳）   | UAE チーム・エミレーツ                 |
| ルイ・メインティース             | 南アフリカ共和国 | 1992年2月21日（33歳）  |                                        |
| マディス・ミケルス               | エストニア       | 2003年3月31日（21歳）  |                                        |
| ヒューゴ・ペイジ                 | フランス         | 2001年7月21日（23歳）  | グルパマ・FDJ                          |
| アンドレーア・パスクアロン       | イタリア         | 1988年1月2日（37歳）   |                                        |
| バルナバス・ピーク               | ハンガリー       | 1998年11月29日（26歳） | チーム・バイクエクスチェンジ・ジェイコ |
| シモーネ・ペティッリ             | イタリア         | 1993年5月4日（31歳）   |                                        |
| アドリアン・プティ               | フランス         | 1990年9月26日（34歳）  | チーム・トタルエネルジー               |
| バティスト・プランカールト       | ベルギー         | 1988年9月28日（36歳）  | Bingoal Pauwels Sauces WB              |
| ドメニコ・ポッツォヴィーヴォ     | イタリア         | 1982年11月30日（42歳） | チーム・クベカ・ネクストハッシュ       |
| ロレンツォ・ロータ               | イタリア         | 1995年5月23日（29歳）  |                                        |
| レイン・タラマエ                 | エストニア       | 1987年4月24日（37歳）  |                                        |
| ヘルベル・テイセン               | オランダ         | 1998年6月21日（26歳）  | ロット・ソウダル                       |
| タコ・ファンデルホールン         | ベルギー         | 1993年12月4日（31歳）  |                                        |
| コルネ・ファンケッセル           | オランダ         | 1991年8月7日（33歳）   |                                        |
| ケヴィン・ヴァンメルゼン         | ベルギー         | 1987年4月1日（37歳）   |                                        |
| ボーイ・ファンポッペル           | オランダ         | 1988年1月18日（37歳）  |                                        |
| ロイック・ヴリーヘン             | ベルギー         | 1993年12月20日（31歳） |                                        |
| ゲオルク・ツィンマーマン         | ドイツ           | 1997年10月11日（27歳） |                                        |

## 歴代陣容
| 2021年陣容                     | 2021年陣容       | 2021年陣容             | 2021年陣容                     |
| 選手名                         | 国籍             | 生年月日               | 前年所属チーム                 |
| ------------------------------ | ---------------- | ---------------------- | ------------------------------ |
| ヤン・バーケランツ             | ベルギー         | 1986年2月14日（39歳）  |                                |
| ジェレミー・ベリコー           | フランス         | 1998年6月8日（26歳）   |                                |
| アイメ・デヘント               | ベルギー         | 1994年6月17日（30歳）  |                                |
| ヤスペル・デプルス             | ベルギー         | 1997年6月11日（27歳）  |                                |
| ルドヴィヒ・デウィンテル       | ベルギー         | 1992年12月31日（32歳） |                                |
| テオ・ドラクロワ               | フランス         | 1999年2月21日（26歳）  |                                |
| トム・デヴリーント             | ベルギー         | 1991年10月29日（33歳） |                                |
| オッドクリスティアン・エイキン | ノルウェー       | 1994年12月28日（30歳） |                                |
| アレクサンダー・エヴァンズ     | オーストラリア   | 1997年1月28日（28歳）  |                                |
| クインテン・ヘルマンス         | ベルギー         | 1995年7月29日（29歳）  |                                |
| ヤン・ヒルト                   | チェコ           | 1991年1月21日（34歳）  | CCCチーム                      |
| ヨーナス・コッホ               | ドイツ           | 1993年6月25日（31歳）  | CCCチーム                      |
| ウェスリー・クレデル           | オランダ         | 1990年11月4日（34歳）  |                                |
| マウリツ・ラメルティンク       | オランダ         | 1990年8月31日（34歳）  |                                |
| ルイ・メインティース           | 南アフリカ共和国 | 1992年2月21日（33歳）  | NTTプロ・サイクリング          |
| リッカルド・ミナーリ           | イタリア         | 1995年4月19日（29歳）  | NIPPOデルコ・ワンプロヴァンス  |
| アンドレーア・パスクアロン     | イタリア         | 1988年1月2日（37歳）   |                                |
| シモーネ・ペティッリ           | イタリア         | 1993年5月4日（31歳）   |                                |
| バティスト・プランカールト     | ベルギー         | 1988年9月28日（36歳）  | Bingoal Pauwels Sauces WB      |
| ロレンツォ・ロータ             | イタリア         | 1995年5月23日（29歳）  | ヴィーニ・ザブ・KTM            |
| レイン・タラマエ               | エストニア       | 1987年4月24日（37歳）  | トタル・ディレクト・エネルジー |
| タコ・ファンデルホールン       | オランダ         | 1993年12月4日（31歳）  | チーム・ユンボ・ヴィスマ       |
| コルネ・ファンケッセル         | オランダ         | 1991年8月7日（33歳）   |                                |
| ケヴィン・ヴァンメルゼン       | ベルギー         | 1987年4月1日（37歳）   |                                |
| ボーイ・ファンポッペル         | オランダ         | 1988年1月18日（37歳）  |                                |
| ダニー・ファン・ポッペル       | オランダ         | 1993年7月26日（31歳）  |                                |
| ピーテル・ヴァンスペイブラウク | ベルギー         | 1987年2月10日（38歳）  |                                |
| ロイック・ヴリーヘン           | ベルギー         | 1993年12月20日（31歳） |                                |
| ゲオルク・ツィンマーマン       | ドイツ           | 1997年10月11日（27歳） | CCCチーム                      |

| 2018年陣容                         | 2018年陣容       | 2018年陣容             | 2018年陣容                       |
| 選手名                             | 国籍             | 生年月日               | 前年所属チーム                   |
| ---------------------------------- | ---------------- | ---------------------- | -------------------------------- |
| シモーネ・アントニーニ             | イタリア         | 1991年2月12日（34歳）  |                                  |
| フレデリック・バカールト           | ベルギー         | 1990年3月13日（34歳）  |                                  |
| ジェローム・バウニーズ             | ベルギー         | 1987年4月1日（37歳）   |                                  |
| バルト・デ・クレルク               | ベルギー         | 1986年8月26日（38歳）  | ロット・ソウダル                 |
| アルフダン・デデッカー             | ベルギー         | 1996年9月9日（28歳）   | 8/1よりトレーニー                |
| ジャスパー・デラート               | オランダ         | 1994年2月17日（31歳）  | 8/1よりトレーニー                |
| トーマス・デガン                   | ベルギー         | 1986年5月13日（38歳）  |                                  |
| トム・テヴリーント                 | ベルギー         | 1991年10月29日（33歳） |                                  |
| ファビアン・ドゥペ                 | フランス         | 1993年10月21日（31歳） |                                  |
| ティモシー・デュポン               | ベルギー         | 1987年11月1日（37歳）  | ベランダス・ウィレムス・クレラン |
| オッド・クリスティアン・エイキング | ノルウェー       | 1994年12月28日（30歳） | FDJ                              |
| ピエール・ゲウベール               | ベルギー         | 1997年1月28日（28歳）  | 8/1よりトレーニー                |
| ウェズリー・クレダー               | オランダ         | 1990年11月4日（34歳）  |                                  |
| ギヨーム・マルタン                 | フランス         | 1993年6月9日（31歳）   |                                  |
| マーク・マクナリー                 | イギリス         | 1989年7月20日（35歳）  |                                  |
| クサンドロ・ムーリッセ             | ベルギー         | 1992年1月31日（33歳）  |                                  |
| マルコ・ミナールト                 | オランダ         | 1989年4月11日（35歳）  |                                  |
| ヨアン・オフルド                   | フランス         | 1986年11月12日（38歳） |                                  |
| アンドレア・パスクアロン           | イタリア         | 1988年1月2日（37歳）   |                                  |
| ディオン・スミス                   | ニュージーランド | 1993年3月3日（32歳）   |                                  |
| ボリス・バリー                     | ベルギー         | 1993年6月3日（31歳）   | フォルトゥネオ・オスカロ         |
| ギヨーム・ヴァンケイスブルク       | ベルギー         | 1991年2月14日（34歳）  |                                  |
| ケヴィン・ヴァンメルセン           | ベルギー         | 1987年4月1日（37歳）   |                                  |
| ピーテル・ヴァンスペイブラウク     | ベルギー         | 1987年2月10日（38歳）  |                                  |